# Acontia kikuyuensis
Acontia kikuyuensis là một loài bướm đêm trong họ Noctuidae.